# Dominique Gisin
Dominique Gisin (n. 4 iunie 1985, Viège, Cantonul Valais, Elveția) este o schioare alpină ce a reprezentat Elveția, medaliată olimpică. A participat la 2 ediții ale Jocurilor Olimpice (2010, 2014) în care a câștigat o medalie de aur.